# Вергун, Пётр Иванович
Пётр Ива́нович Вергун (укр. Петро Іванович Вергун, 18 ноября 1890, Городок (ныне — Львовская область, Украина) — 7 февраля 1957,  п. Ангарский, Богучанский район

## Биография
Петр Вергун родился 18 ноября 1890 года г. Городок на Львовщине.
Начальное образование получил в мужской школе, которая располагалась по улице Львовская в городке. Далее перешел на обучение во Львовскую академическую гимназию, которую покинул из-за нехватки средств на обучение.
В 1909 году поступил на службу в австрийскую армию. Во время Первой мировой войны в 1914 году был ранен, но вернулся в армию до распада Австро-Венгерской империи. В 1919 году поступил в украинскую Галицкую армию, где получил чин хорунжего.
После получения докторской научной степени по философии в Праге Пётр Николаевич Вергун был 30 октября 1927 года рукоположен в священника митрополитом Андреем Шептицким и был направлен в Берлин для пастырской деятельности среди украинских греко-католиков. В 1940 году был назначен апостольским визитатором в Германии. В июне 1945 года был арестован и депортирован в Сибирь, где умер в п. Ангарском, Красноярского края. Его могила стала первой на новом Ангарском кладбище, поскольку старое кладбище из-за нехватки места для захоронений закрыли. Этот факт спас могилу от тотального уничтожения, поскольку впоследствии старое кладбище вошло в пределы жилой зоны п. Ангарский и все захоронения были уничтожены.

## Прославление
Пётр Иванович Вергун был беатифицирован 27 июня 2001 года Римским папой Иоанном Павлом II.

### Обретение мощей
В июле 2004 года поисковая экспедиция возглавляемая О. Тарасом Пошиваком со Стрыя нашла захоронение священномученика Петра Вергуна в Сибири и перевезла его мощи в Украину. Саркофаг с мощами священномученика сейчас находится в Кафедральном храме Успения Пресвятой Богородицы г. Стрыя. Часть его мощей также передали в приходской храм Благовещения Пречистой Девы Марии в Городке (Львовской области) откуда происходил блаженный священномученик и в Мюнхен (Германия), где он проводил пастырскую работу.

## Источник
- о. Тарас Пошивак. Священномученик Петро Вергун: Архівні документи. Свідчення. Спогади. — Дрогобич: Коло, 2018. — 282 с. ISBN 9786176423935.
- Рубльова Н. С. Вергун Петро Іванович // Енциклопедія історії України : у 10 т. / редкол.: В. А. Смолій (голова) та ін. ; Інститут історії України НАН України. — К. : Наукова думка, 2003. — Т. 1 : А — В. — С. 480. — 688 с. : іл. — ISBN 966-00-0734-5